# 顧留馨
顧留馨（こ りゅうけい、1908年 - 1990年）は、中国の武術家。

## 生涯
中国上海の出身。幼い頃より武術を好む。
上海交通大学武術教授の劉震南より六合拳を学ぶ。
1927年上海文治大学文科国学系を卒業。その後、有名武術家より、各式太極拳、形意拳、八卦掌などを学ぶ。
1934年、上海国際電台に勤務の時、共青団組織に加入。抗戦時期は、上海職業界救国会と上海各界救国聯合会常務理事。
新中国成立後は、上海黄浦区第一任区長。
その後、上海体育科研所副所長、上海市武術協会主席、中国武術協会委員を歴任する。
中国武術研究家の唐豪と親交があった。
著書には、「太極拳研究」(唐豪と共著)、「陳式太極拳」(沈家楨と共著)、「怎様学習太極拳」、「太極拳術」、「炮捶」など。